# The Tuscaloosa News

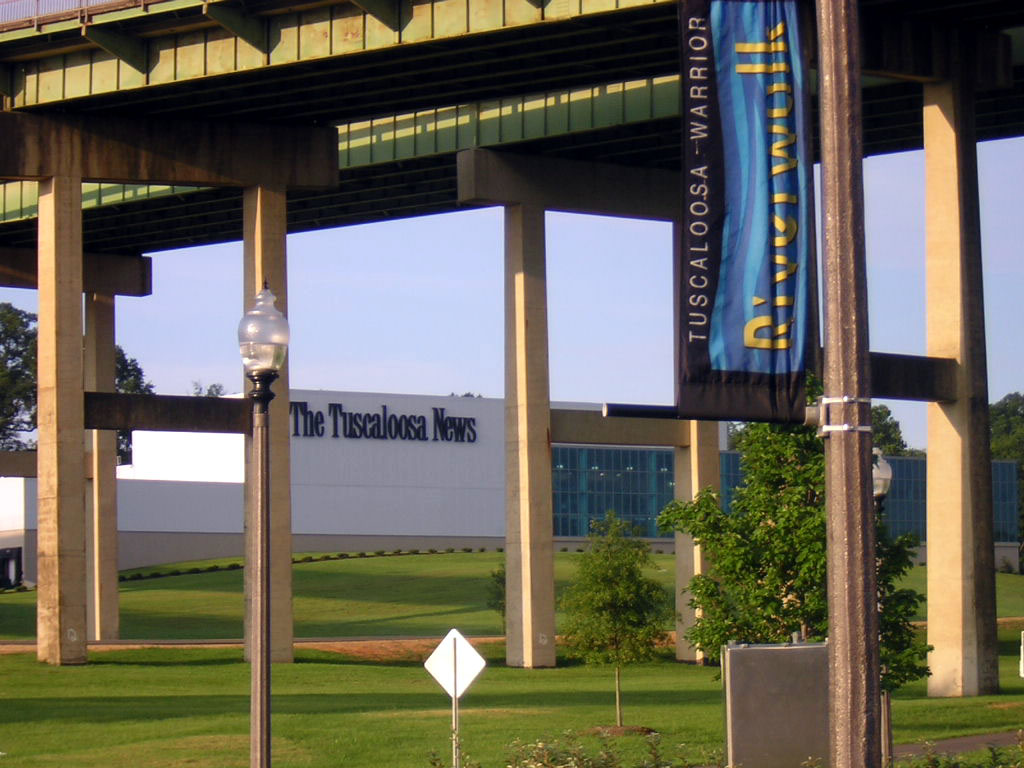
La sede del Tuscaloosa News

Il Tuscaloosa News è un quotidiano statunitense di genere e formato broadsheet, fondato nel 1818 e pubblicato a Tuscaloosa e nelle zone dell'ovest dell'Alabama.
Fa parte della New York Times Regional Media Group, filiale della New York Times Company, che acquistò il Tuscaloosa News nel 1985 dall'ente benefico Public Welfare Foundation.
Tale organizzazione aveva rilevato la proprietà di Edward Marsh, che negli anni precedenti al 1964 (anno della morte) aveva venduto diversi giornali in suo possesso.
Con 32 700 copie giornaliere e 34 600 la domenica, il Tuscaloosa News è il quinto quotidiano per diffusione sui 25 complessivamente pubblicati in Alabama.
La sede, edificata a partire dal 2001, si affaccia sul Black Warrior River e occupa 8 400 metri quadrati.
Nel 1957 il giornale ricevette il Premio Pulitzer per il lavoro di Buford Boone sulla tematica della segregazione razziale all'interno dell'Università dell'Alabama.